# Unione Sportiva Anconitana 1960-1961
Questa pagina raccoglie le informazioni riguardanti l'Unione Sportiva Anconitana nelle competizioni ufficiali della stagione 1960-1961.

## Rosa
| N. |                   | Ruolo | Calciatore          |
| -- | ----------------- | ----- | ------------------- |
|    | Italia (bandiera) | C     | Romano Bertetto     |
|    | Italia (bandiera) | C     | Antonio Bettoni     |
|    | Italia (bandiera) | C     | Giancarlo Carpineti |
|    | Italia (bandiera) | C     | Enrico Casini       |
|    | Italia (bandiera) |       | Di Cristoforo       |
|    | Italia (bandiera) | C     | Natalino Driussi    |
|    | Italia (bandiera) | A     | Roberto Faccani     |
|    | Italia (bandiera) | A     | Sauro Fracassa      |
|    | Italia (bandiera) | D     | Wainer Ganzerla     |
|    | Italia (bandiera) | P     | Primo Germano       |
|    | Italia (bandiera) | A     | Roberto Mangani     |

| N. |                   | Ruolo | Calciatore        |
| -- | ----------------- | ----- | ----------------- |
|    | Italia (bandiera) |       | Mariotti          |
|    | Italia (bandiera) | C     | Natale Miserocchi |
|    | Italia (bandiera) | D     | Carlo Natali      |
|    | Italia (bandiera) | A     | Giampaolo Piaceri |
|    | Italia (bandiera) | D     | Felice Profeti    |
|    | Italia (bandiera) |       | Puca              |
|    | Italia (bandiera) | P     | Franco Rambotti   |
|    | Italia (bandiera) | D     | Gabriele Rambotti |
|    | Italia (bandiera) | P     | Carlo Romagnoli   |
|    | Italia (bandiera) | C     | Giulio Sebastiani |
|    | Italia (bandiera) | D     | Rino Tonegutti    |